# Ознобишино (село, Москва)

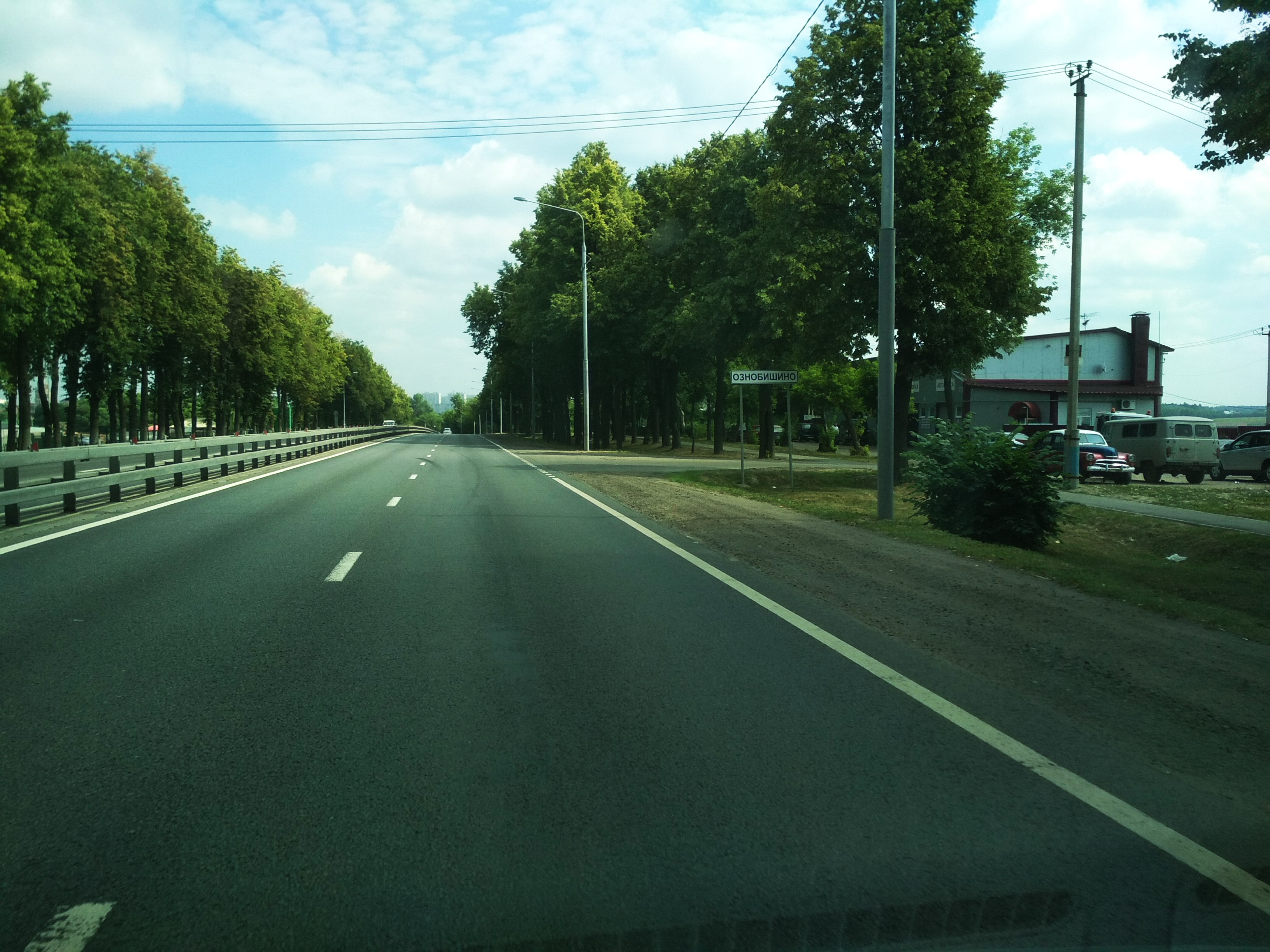

Ознобишино — село в Троицком административном округе Москвы (до 1 июля 2012 года было в составе Подольского района Московской области). Входит в состав Краснопахорского района.

## Население
| 1859 | 1890 | 1899 | 1926 | 2002 | 2006 | 2010 |
| ---- | ---- | ---- | ---- | ---- | ---- | ---- |
| 459  | ↘426 | ↘357 | ↗528 | ↘214 | ↗218 | ↗298 |

Согласно Всероссийской переписи, в 2002 году в селе проживало 214 человек (99 мужчин и 115 женщин). По данным на 2005 год в селе проживало 218 человек.

## География
Село Ознобишино расположено в восточной части Троицкого административного округа, у границы с Подольским районом, на Варшавском шоссе примерно в 8 км к юго-западу от центра города Подольска и в 44 км к юго-западу от центра города Москвы, на левом берегу реки Мочи бассейна Пахры.
В 11 км к западу от села проходит Калужское шоссе А130, в 4 км к юго-западу — Московское малое кольцо А107, в 10 км к востоку — Симферопольское шоссе М2, в 6 км к востоку — линия Курского направления Московской железной дороги.
В селе три улицы — Родниковая, Северная и Сиреневая, приписано садоводческое товарищество (СНТ). Связано автобусным сообщением с 5-м микрорайоном Северного Бутова и городом Подольском (маршруты № 1024, 1026, 1028, 1032, 1033, 1034, 1036, 1047, 1048, 1050, 1077).
Ближайшие населённые пункты — деревни Троицкое, Костишово и Бородино.

## История
Название села, предположительно, происходит от фамилии Ознобишин.
Первое упоминание села датировано началом XVII века. Тогда здесь находилась деревянная церковь Покрова Пресвятой Богородицы.

…за Михаиломъ да за Иваномъ Васильевыми дѣтьми Олферьева старинная ихъ вотчина село Ознобишино, а Мирославское тожъ, по обѣ стороны рѣки Мочи, а на усадищи подлѣ вотчинникова двора два пруда…— Исторические материалы о церквах и сёлах XVI—XVIII ст.
В 1676 году село приобрёл боярин Богдан Хитрово. 

В «Списке населённых мест» 1862 года — владельческое село 1-го стана Подольского уезда Московской губернии на Московско-Варшавском шоссе, из Подольска в Малоярославец, в 6 верстах от уездного города и 21 версте от становой квартиры, при реке Моче и колодцах, с 75 дворами, православной церковью и 459 жителями (199 мужчин, 260 женщин).

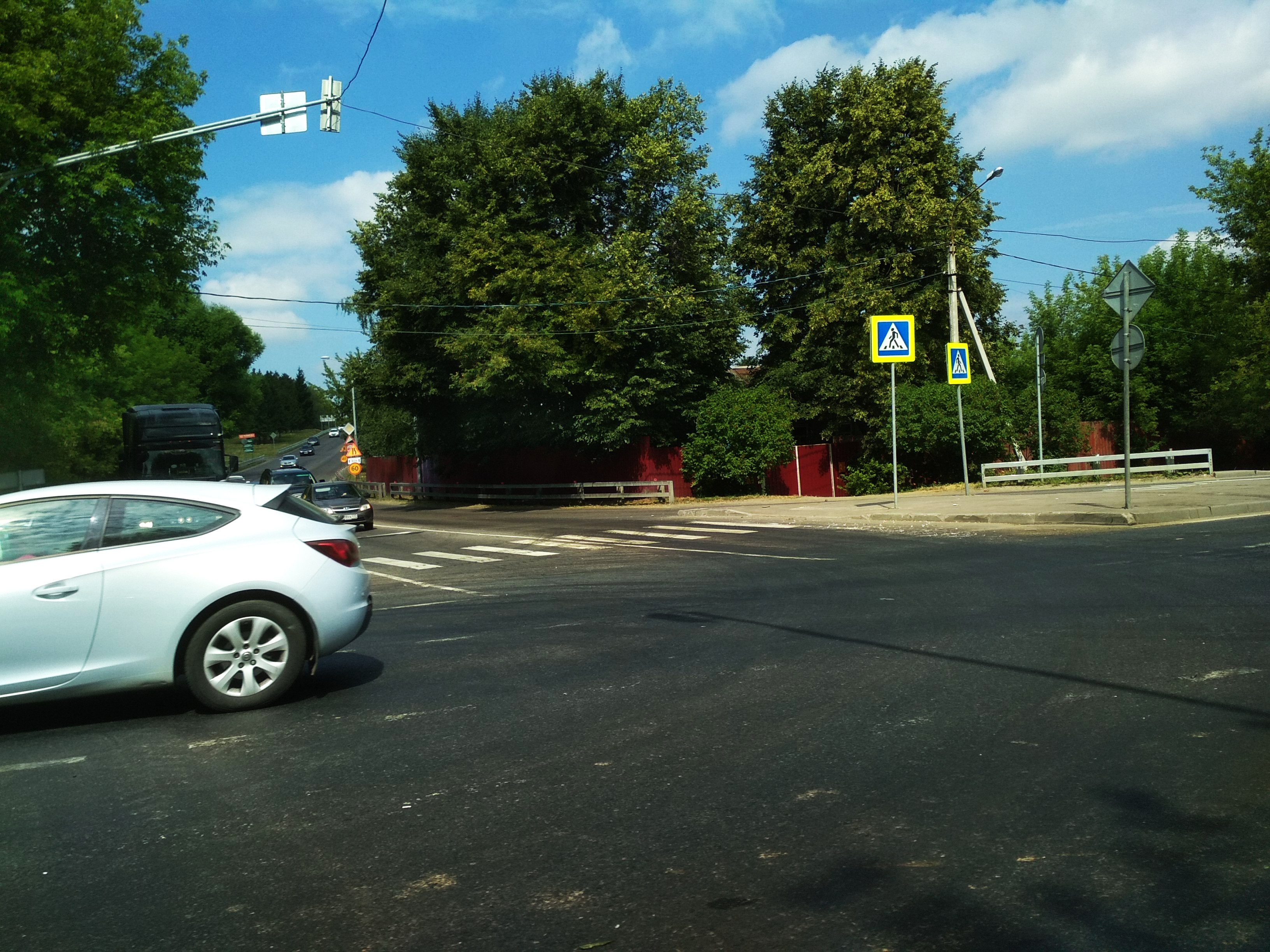
Перекрёсток в Ознобишино, на котором в 2013 году произошло ДТП

По данным на 1899 год — село Дубровицкой волости Подольского уезда с 357 жителями, имелась земская школа.
В 1913 году — 75 дворов, земское училище, церковно-приходская школа, казённая винная лавка, чайная лавка и фабрика Баскакова.
По материалам Всесоюзной переписи населения 1926 года — центр Ознобишинского сельсовета Дубровицкой волости Подольского уезда в 6,4 км от станции Гривно Курской железной дороги, проживало 528 жителей (221 мужчина, 307 женщин), насчитывалось 95 хозяйств, из которых 90 крестьянских, имелась школа, работала овчинная мастерская.
1929—1963, 1965—2012 гг. — населённый пункт в составе Подольского района Московской области.
1963—1965 гг. — в составе Ленинского укрупнённого сельского района Московской области.
С 2012 г. — в составе города Москвы.

## Люди
- Чурюков, Василий Николаевич (1876/1878—после 1929) — слесарь, депутат Государственной думы.

## Достопримечательности
Есть памятник жителям села, погибшим в Великую Отечественную войну.

## Церковь
В селе расположена церковь Троицы Живоначальной. 
Первое упоминание села датировано началом XVII века. Тогда здесь находилась деревянная церковь Покрова Пресвятой Богородицы.  В 1676 году село приобрёл боярин Богдан Хитрово, который построил там новую деревянную церковь. 
Иконы для этой церкви писали известные мастера Симон Ушаков, Никита Павловец и Фёдор Зубов.

Иконы церкви села Ознобишино
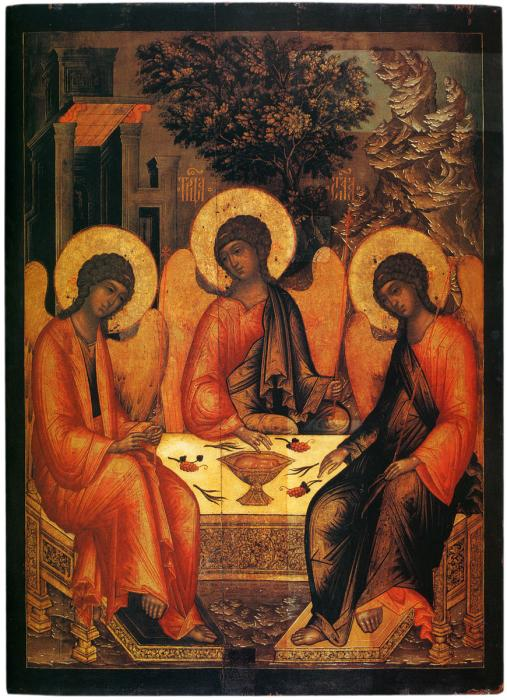
Симон Ушаков, Никита Павловец. Троица. 1677 г.
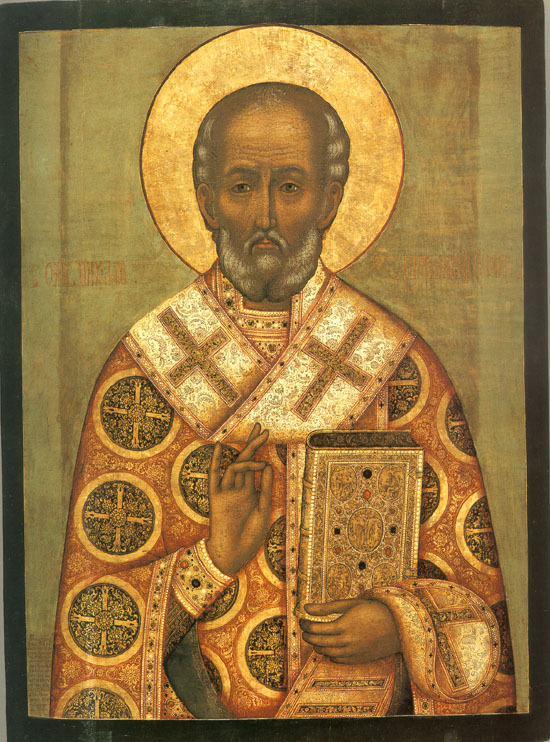
Фёдор Зубов. Николай Мирликийский. 1677 г.

В 1863—1873 годах рядом с деревянной церковью был построен каменный храм  по проекту архитектора Н. И. Финисова. В 1907 году храм был расширен архитектором Н. Н. Благовещенским. В 1908—1911 году по проекту Н. Н. Благовещенского была сооружена колокольня. Одноглавый каменный храм относится к русскому стилю. 
В 1930-е годы Троицкую церковь закрыли, а стоявший рядом деревянный храм разобрали. 

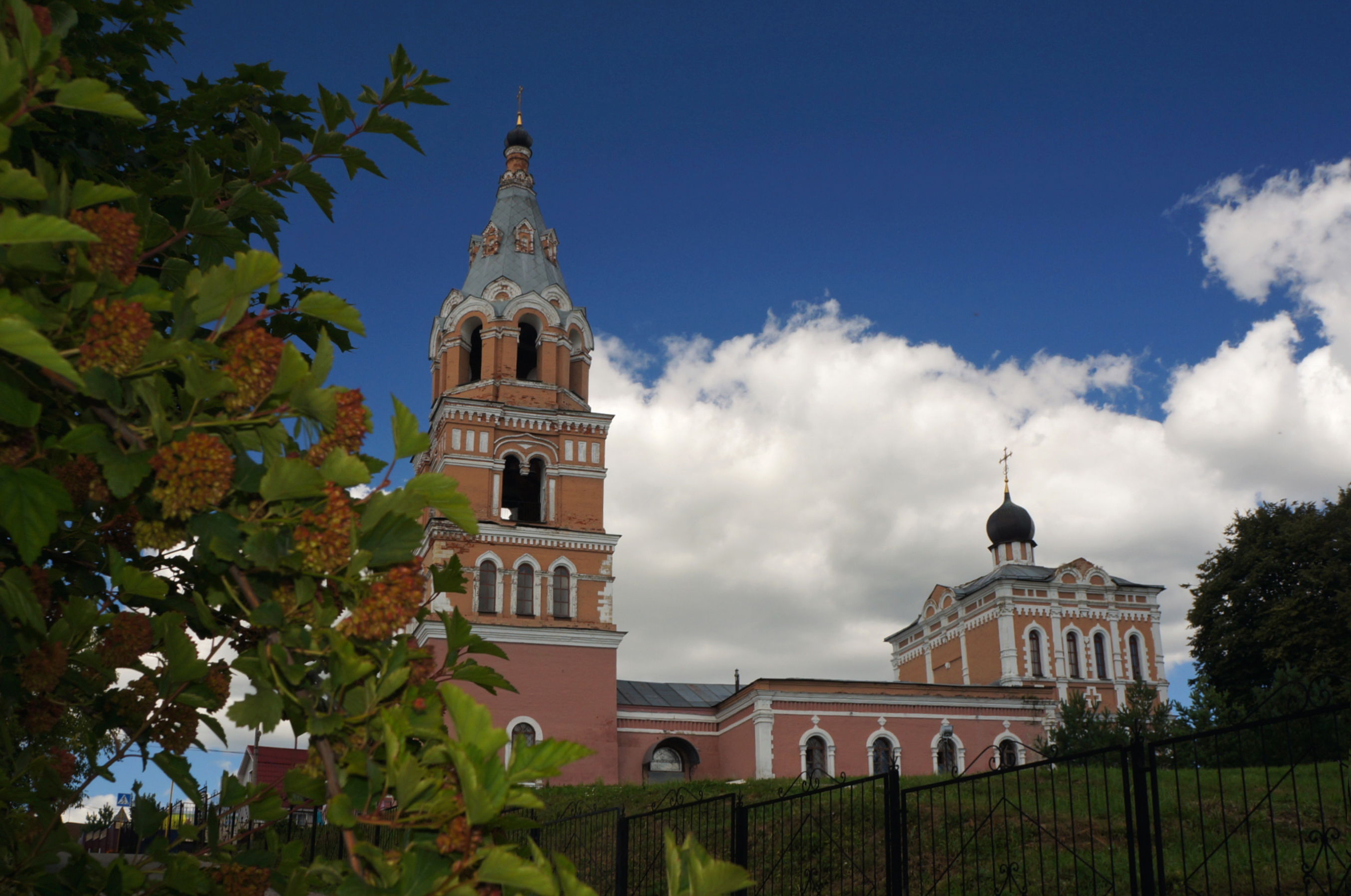

Церковь открыли вновь в 1991 году. Были проведены ремонтно-восстановительные работы. Церковь Святой Троицы села Ознобишино является объектом культурного наследия регионального значения.
Священники:
- Андрей Григорьев - 2-я пол. 18 века
- Алексей Михайлович Добронравов (ум. до 1826) - после 1806
- Дмитрий Алексеевич Беляев - до 1922[29]